# Ochrotrichia hondurenia
Ochrotrichia hondurenia är en nattsländeart som beskrevs av Bueno-soria och Santiago de Fragoso 1997. Ochrotrichia hondurenia ingår i släktet Ochrotrichia och familjen smånattsländor. Inga underarter finns listade i Catalogue of Life.